# Tuna Dwek
Tuna Dwek, nome artístico de Fortuna Dwek (São Paulo, 20 de agosto de 1957) É uma atriz, intérprete, escritora, tradutora e cientista social brasileira.

## Biografia
Filha de imigrantes sírios de origem judaica, foi alfabetizada numa escola francesa e fez cursos de inglês, italiano e espanhol. Entre os anos de 1977 e 1979, morou na Europa.
É formada em Ciências Sociais pela PUC-SP e pelo I.E.D.E.S.(Institut d´Études du Développement Économique et Social) da Université Paris 1 Panthéon-Sorbonne. Além disso, é locutora, tradutora, intérprete (em cinco idiomas: francês, inglês, italiano, espanhol e português) e foi repórter colaboradora da Folha de S.Paulo. Também atuou como crítica de cinema nos sites Magic Bus e Cinema com Rubens Ewald Filho, além da Revista da Cultura. Formada em Artes Dramáticas, pela Escola de Arte Dramáticas (EAD), da USP.
No teatro, foi dirigida por Jorge Takla, Jô Soares, Odavias Petti, Iacov Hillel, Ruy Cortez, Augusto Francisco, Francisco Medeiros, Márcio Aurélio, Yara de Novaes, Marco Antônio Pâmio. Ainda é autora de Biografias, como: Alma de Cetim, de Alcides Nogueira; Emoção Libertária, de Maria Adelaide Amaral e Memórias da Lua, de Denise Del Vecchio. No cinema, foi dirigida por Wagner Moura, Gabriel Mascaro, Hector Babenco, Juliana Rojas, Marco Dutra, Marcelo Gomes, Beatriz Seigner, Mano Khalil, Matheus Marchetti, Dacio Pinheiro, Cristiano Burlan, Ivann Willig, Guilherme Andrade, Jonas Chadarevian, Diego Freitas, Ana Carolina, Stefano Capuzzi Lapietra, Wilson Barros, entre outros.
Como tradutora e intérprete, Dwek trabalhou com diversas personalidades em visita ao Brasil, como a atriz inglesa Vanessa Redgrave, o tenor italiano Luciano Pavarotti, as atrizes francesas Isabelle Huppert, Catherine Deneuve, Dominique Blanc e Fanny Ardant, o diretor de teatro inglês Peter Brook, o cineasta franco-polonês Roman Polanski, o cineasta francês Patrice Chéreau, a atriz alemã Hanna Schygulla, a cantora italiana Ornella Vanoni, o ator francês Michel Piccoli, e os atores italianos Gian Maria Volonté e Franco Nero.

## Filmografia

### Na televisão
| Ano  | Título                            | Personagem               | Nota                                     |
| ---- | --------------------------------- | ------------------------ | ---------------------------------------- |
| 1989 | Cortina de Vidro                  | Rosário                  |                                          |
| 2004 | Um Só Coração                     | Marinette Prado          |                                          |
| 2004 | Da Cor do Pecado                  | Mrs. Smith               |                                          |
| 2005 | Essas Mulheres                    | Fedra                    |                                          |
| 2006 | JK                                | Olímpia Garcia           |                                          |
| 2006 | Minha Nada Mole Vida              | Lia                      | Episódio: Vida de Artista não é Mole Não |
| 2007 | A Diarista                        | Safira                   | Episódio: Aquele dos Vizinhos            |
| 2007 | Mothern                           | Dona Carmen              | Episódio: O Próximo Passo                |
| 2008 | Queridos Amigos                   | Nancy                    |                                          |
| 2008 | Ciranda de Pedra                  | Iracema                  |                                          |
| 2008 | A Favorita                        | Dirce                    |                                          |
| 2010 | Tempos Modernos                   | Justine                  |                                          |
| 2010 | Ti Ti Ti                          | Sueli Pedrosa            |                                          |
| 2011 | O Astro                           | Nilza                    |                                          |
| 2013 | Sangue Bom                        | Sueli Pedrosa            |                                          |
| 2015 | I Love Paraisópolis               | Ramira Aparecida Ruffino |                                          |
| 2017 | Eu, Ela e um Milhão de Seguidores | Ronéia                   | Episódio: A Empresária                   |
| 2019 | O Escolhido                       | Zulmira                  |                                          |
| 2022 | Sob Pressão                       | Nilceia                  | Episódio 11                              |
| 2024 | A Caverna Encantada               | Diretora de Carvard      | Participações especiais                  |

### No cinema
| Ano  | Título                                                 | Personagem                |
| ---- | ------------------------------------------------------ | ------------------------- |
| 2022 | A Mãe                                                  | Elenice                   |
| 2021 | Verão Fantasma                                         | Hilda                     |
| 2020 | A família de Olga                                      | Vizinha                   |
| 2020 | Todos os Mortos                                        | Giovanna                  |
| 2020 | Pai Nosso                                              |                           |
| 2020 | Sementes de Risco                                      | Jeanne                    |
| 2020 | Amor Confuso Amor                                      |                           |
| 2019 | Entreolhares                                           | Heloísa                   |
| 2019 | O anjo no poço                                         | Alma                      |
| 2019 | Não me esqueças, me ame para sempre                    | Mariane                   |
| 2019 | Marighella                                             | Ieda                      |
| 2019 | Divino Amor                                            | Ana                       |
| 2018 | O Segredo de Davi                                      | Laura                     |
| 2018 | Quantos eram pra ser                                   | Professora de Teatro      |
| 2018 | O Sobrevivente                                         | Florípedes                |
| 2018 | Sophia                                                 | Olga                      |
| 2018 | Rosas                                                  | Heloísa Florista          |
| 2017 | Escolhas                                               | Heloísa                   |
| 2017 | Brecha                                                 | Lidia                     |
| 2017 | Doberman, Corre bicho                                  | Lia                       |
| 2017 | Primeiros passos                                       | Sandra                    |
| 2017 | Que gente é essa?                                      | Renata                    |
| 2015 | Meu Amigo Hindu                                        | Gabi                      |
| 2015 | Solteira quase surtando                                | Dra. Regina               |
| 2014 | Quando Eu Era Vivo                                     | Lurdinha                  |
| 2014 | A Primeira Missa ou Tristes Tropeços, Enganos e Urucum | atriz/índia               |
| 2013 | A Grande Vitória                                       | Maria José                |
| 2013 | Estatísticas                                           | Socialite desempregada    |
| 2013 | Cidadão Boilesen                                       |                           |
| 2012 | Linha de Fuga                                          | Mata Hari                 |
| 2007 | Meus vinte e dois anos                                 | Cartomante                |
| 2006 | Minha Obra                                             | Mãe                       |
| 2005 | O Quintal dos Guerrilheiros                            | Empregada                 |
| 2005 | Manual Para Atropelar Cachorro                         | Cliente da Video Locadora |
| 1998 | Boleiros - Era uma Vez o Futebol...                    | Camareira                 |
| 1995 | Cine Jornal                                            |                           |
| 1994 | Os Xeretas                                             |                           |
| 1994 | O Efeito Ilha                                          | Tradutora                 |
| 1992 | Paixão Cigana                                          |                           |
| 1991 | Jogo da Memória                                        |                           |
| 1987 | Anjos da Noite                                         | Carioca                   |
| 1986 | Feliz Ano Velho                                        |                           |
| 1986 | Amor que Fica                                          |                           |

### No teatro
2021 Amanhã eu vou, de Clovys Torres, direção de Cristina Cavalcanti, pers. Tuna
- 2019 - Coração Partido, de Caryl Churchill, direção Marco Antonio Pâmio - Sra Vane (Leitura encenada)
- 2019 - Navalha na Carne, de Plínio Marcos, direção Fernando Trauer (Leitura encenada)
- 2019 - Pontos de Fuga, de Milton Hatoum (Leitura Dramática)
- 2018 - A noite de 16 de janeiro, de Ayn Rand, direção Jô Soares - Governanta
- 2017 - A tartaruga de Darwin, de Juan Mayorga, direção Mika Lins - Bete, Mulher do professor
- 2017 - O crocodilo, de Fiódor Dostoiévski, direção Eugenia Thereza de de Andrade -  Ielena Ivanovna (Leitura encenada)
- 2017 - As três irmãs, de Anton Tchekhov, direção Mika Lins - Natalia (Leitura encenada)
- 2017 - Êxtase, de Walcyr Carrasco, direção Dionisio Neto - Camila (Leitura encenada)
- 2016 - Tróilo e Créssida, de William Shakespeare, direção Jô Soares - Cassandra
- 2016 - Conto de Inverno, de William Shakespeare, direção Marco Antonio Pâmio - Paulina (Leitura encenada)
- 2016 - Volpone, de Ben Johnson, direção Neyde Veneziano
- 2015 - Laranja Mecânica, de Anthony Burgess, direção Marco Antonio Pâmio (Leitura dramática)
- 2015 - As lágrimas amargas de Petra von Kant, de Rainer Werner Fassbinder, direção Rafael Bicudo (Leitura dramática)
- 2009 - As Meninas, de Lygia Fagundes Telles, adaptação Maria Adelaide Amaral, direção Yara de Noaves - Irmã Priscila
- 2009 - A vida de Galieu, de Bertolt Brecht, direção Marcio Aurelio (Leitura dramática)
- 2009 - Ventania, de Alcides Nogueira, direção Alexandre Stockler - Mãe morta (Leitura dramática)
- 2007 - Cabaré Sipur - Cantando no telhado, direção Débora Dubois - Mãe Judia
- 2004 - Horário de visita, de Sergio Roveri, direção Ruy Cortez - Ana
- 2001 - O vison voador, de Ray Cooney e John Chapman, direção Ary Toledo - Dona Rosita
- 1997 - A dama da lavanda, de Tennessee Williams, direção Lucinda Failde - Miss Hardwicke-Moore
- 1998 - Vidros Partidos, de Arthur Miller, direção Iacov Hillel - Harryet
- 1993 - Seis graus de separação, de John Guare, direção Jorge Takla - Kitty
- 1992 - Violinista no telhado, de Joseph Stein, direção Iacov Hillel - Tzeitel
- 1990 - O Morcego, de Johann Strauss, direção Iacov Hillel -
- 1988 - O Parque, de Botho Strauss, direção Iacov Hillel - Titânia

## Prêmios
- 2011 - Condecorada pelo Governo Francês como Chevalier des Arts et des Lettres pelo Ministro Frédéric Mitterand, da Cultura e Comunicação[8].[carece de fontes?]

Teatro
- 2019 - Finalista do Prêmio Aplauso Brasil de Teatro como Melhor Atriz Coadjuvante por A Noite de 16 de Janeiro, dirigida por Jô Soares.[carece de fontes?][9]

Prêmio Aplauso Brasil do Júri como Melhor Atriz Coadjuvante por A Noite de 16 de Janeiro, dirigida por Jô Soares.[carece de fontes?]
Prêmio Bibi Ferreira como Melhor Atriz Coadjuvante de Teatro.[carece de fontes?]
1999 - Indicada ao prêmio Mambembe como atriz coadjuvante por Vidros Partidos, de Arthur Miller.[carece de fontes?]
Cinema
2021 - Prêmio de Melhor Atriz Coadjuvante no IIo FIC RIO por "O Sobrevivente".
2020 - Prêmio de Melhor Atriz (com Fernanda Viacava e Zezita Matos) por "Não me Esqueças me Ame para Sempre".
2021 - Prêmio de Melhor Atriz Coadjuvante no RIMA Rio International Monthly Awards por "O Sobrevivente".
- 2019 - Prêmio de Melhor Atriz Coadjuvante no GISFF 2019, Glance International Short Film Festival, em Mumbai, Índia, pelo curta-metragem "Escolhas[12]".[carece de fontes?]
- 2018 - Prêmio de Melhor Atriz Coadjuvante no Cine Tamoio, em São Gonçalo, Brasil, pelo curta-metragem "Escolhas[12]".[carece de fontes?]

Prêmio de Melhor Atriz Coadjuvante no FESTICINI, Festival Internacional de Cinema Independente, em Guararema, Brasil, pelo curta-metragem "Escolhas".[carece de fontes?]
Prêmio de Melhor Atriz no Cine Canedo em Goiânia, Brasil, pelo curta-metragem "Escolhas".[carece de fontes?]
Prêmio de Melhor Atriz Coadjuvante no Cine Paraíso, festival de Curtas Metragens, de Juripiranga (PA), Brasil, pelo curta-metragem "Escolhas".[carece de fontes?]
- 2017 - Life Achievement Award 2017, prêmio pela carreira, no 10th Los Angeles Brazilian Film Festival.[carece de fontes?]

Prêmio de Melhor Atriz no Pink City International Short Film Festival, na Índia, pelo curta-metragem Escolhas.[carece de fontes?]
Prêmio de Melhor Atriz no New Delhi International Short Film Festival, na Índia, pelo curta-metragem Escolhas.[carece de fontes?]
- 2014 - Prêmio de Melhor Atriz Coadjuvante no 7th Los Angeles Brazilian Film Festival por A Grande Vitória.[13][carece de fontes?]

## Ligações Externas
- Tuna Dwek. no IMDb.